# Kejserens nye flip 2: Kronks nye flip
Kejserens nye flip 2: Kronks nye flip er en tegnefilm fra 2005 og efterfølgeren til Disney-filmen Kejserens nye flip fra 2000.